# Molodohvardiïsk
Molodohvardiïsk (en ukrainien : Молодогвардійськ, en russe : Молодогвардейск, Molodogvardeïsk), ce qui signifie Jeune Garde, est une ville minière de l'oblast de Louhansk, en Ukraine. Sa population s'élevait à 22 671 habitants en 2019. Elle fait partie de la république populaire de Lougansk depuis avril 2014.

## Géographie
Molodohvardiïsk se trouve à 38 km au sud-est de Louhansk, dans le raïon de Krasnodon, en Ukraine. Elle est située à 9 km de Krasnodon et à 3 km de la gare ferroviaire de Semeïkino-Novoïe. Elle est traversée par la route nationale Louhansk-Sorokyne.

## Histoire
Il se trouve à l'origine un village de mineurs du nom d'Atamanivka après que l'on a découvert en 1936 des gisements de charbon que l'on exploite massivement après 1949. Lorsqu'un nouveau quartier d'immeubles pour loger les mineurs qui affluent de toute l'URSS est construit en 1954, il reçoit le nom de Sotsgorodok (Sotsialistitcheski Gorodok) et la localité entière est nommée Molodohvardiïsk en 1961 en l'honneur d'un groupe de résistance, « Jeune Garde ». Elle obtient le statut de ville en 1961 lorsqu'elle reçoit son nouveau nom.
Depuis avril 2014, Molodohvardiïsk est administrée par la République populaire de Lougansk et non plus par les autorités centrales ukrainiennes.

## Population
| 1970    | 1979    | 1989    | 2001    |
| ------- | ------- | ------- | ------- |
| 21 846* | 27 395* | 31 766* | 25 528* |

| 2010   | 2011   | 2012   | 2013   |
| ------ | ------ | ------ | ------ |
| 23 757 | 23 580 | 23 430 | 23 332 |

| 2019   | - | - | - |
| ------ | - | - | - |
| 22 671 | - | - | - |

## Économie
La principale activité économique de la ville est l'extraction de charbon réalisée par la société Krasnodonougol (en russe : Краснодонуголь) depuis 1954. Elle exploite quatre mines à Molodohvardiisk :
- mine « Orekhovskaïa » (en russe : Ореховская) ;
- mine « Cinquantenaire de l'URSS » (en russe : имени 50 лет СССР) ;
- mine « Molodogvardeïvskaïa » (en russe : Молодогвардейская) ;
- mine « Semsonovskaïa-Zapadnaïa » (en russe : Самсоновская-Западная).